# Unión de las Fuerzas de Progreso
La Unión de las Fuerzas de Progreso (UFP) (en francés: Union des Forces du Progrès) es un partido político de Mauritania.
La UFP comenzó como una facción de la Unión de Fuerzas Democráticas (UFD). En un congreso extraordinario del partido en 1998 fue elegido Presidente del mismo Mohamed Ould Maouloud, produciéndose la escisión. La facción disidente estaba dirigida por Ahmed Ould Daddah. La facción oficial participó en las elecciones locales de enero de 1999 que fueron boicoteadas por los disidentes de Ould Daddah quienes, poco después, fueron disueltos como formación política en enero de 2000 por el gobierno. En ese momento adoptaron el nombre de Unión de las Fuerzas de Progreso.
En las elecciones parlamentarias de 2001 celebradas entre el 19 y el 26 de octubre de dicho año, la UFP obtuvo 3 de los 81 escaños.
En las elecciones parlamentarias de noviembre y diciciembre de 2006, la UFP participó en la Coalición de las Fuerzas para el Cambio Democrático. La UFP obtuvo ocho escaños (tres en la primera vuelta y cinco en la segunda), así como otros dos junto a la Concentración de Fuerzas Democráticas. El 2 de enero de 2007, el partido celebró un Congreso y nominó a su Presidente, Maouloud, como candidato a las elecciones presidenciales de ese año. En dichas elecciones Maouloud ocupó el séptimo puesto en la primera vuelta, con un 4,08 de votos populares. Maouloud entonces respaldó a Ahmed Ould Daddah para la segunda vuelta.
Durante el golpe de Estado de 2008, la UFP rechazó el golpe y se unió a las fuerzas políticas que apoyaron al Presidente depuesto, Sidi Ould Cheikh Abdallahi, uniéndose a otras formaciones políticas en el Frente Nacional de Defensa de la Democracia.